# Parchim
 Parchim város a Németország Mecklenburg-Elő-Pomeránia tartományában, 1933-tól járási székhely.

## Fekvése
A város az Elde folyó mellett fekszik.
Schwerintől 40 km-re délkeletre terül el.

## Városrészek
Következő városrészekből áll: Dargelütz, Kiekindemark, Neuhof, Neu Klockow, Slate és 2014. május 25. óta Damm, Malchow, Möderitz és Neu Matzlow.

## Története

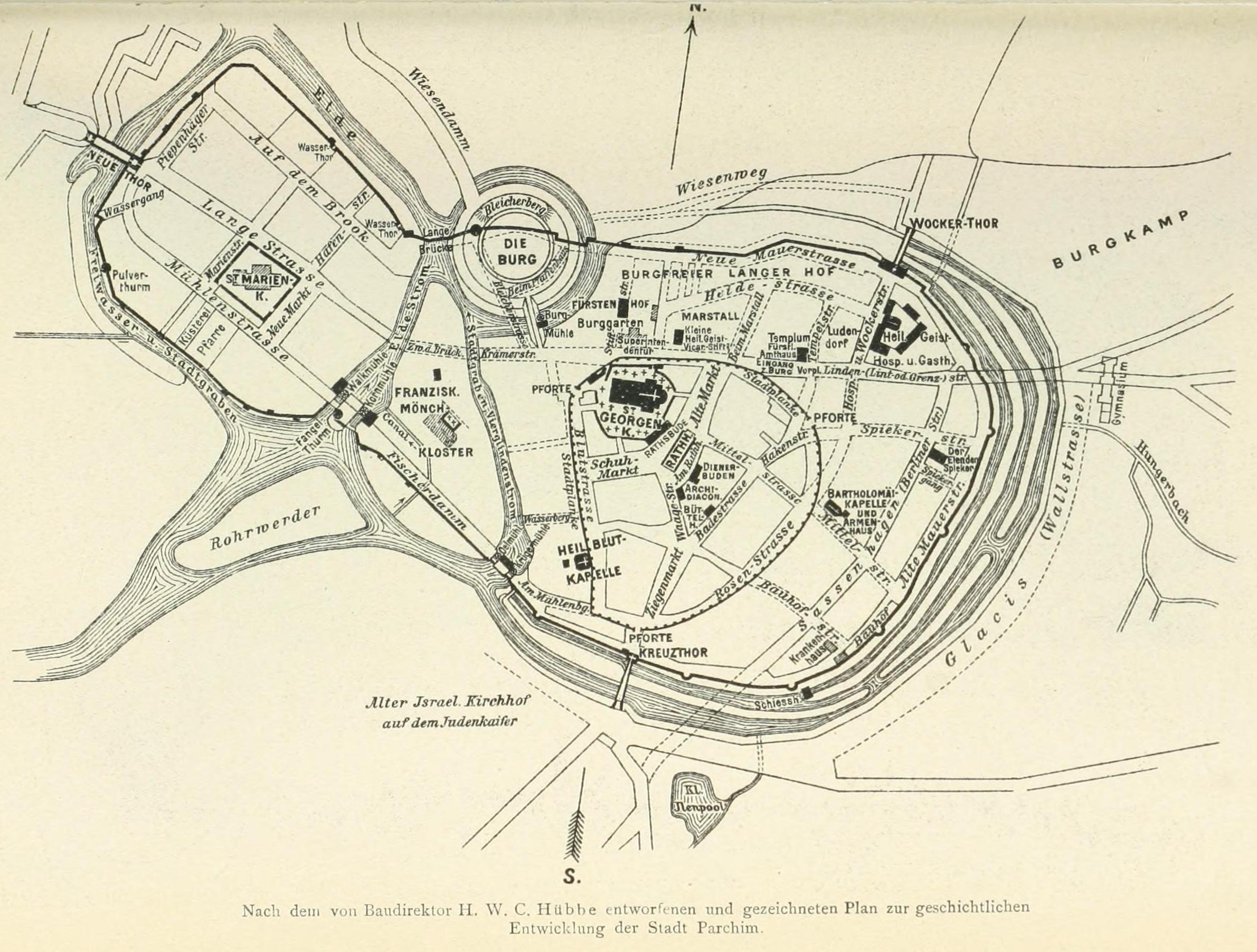
Parchim 1896-ban

Parchim írott forrásban elsőként 1170-ben tűnik fel már Parchim nevén. II. Henrik Borvin mecklenburgi fejedelem emelte Parchimet város rangjára 1225/26-ban. Az ő fia Pribislav 1238-tól 1248-ig Parchimban uralkodott. 1289 és 1310 között építettek a városfalat: 2,7 kilométer hosszú, 5,5 méter magas 90 centiméter vastag három kapuval. A harmincéves háborúban a város lakossága 5000 főről 1300 főre csökkent. 1667 és 1708 között bírósági székhely volt Parchim. 1733-tól 1788-ig Parchim porosz megszállás alatt volt. 1818-ban Friedrich von Oertzen kezdett a mecklenburgi feljebbviteli bíróságt fellepetni a tanácsházban. 1840-ben Rostockba átköltözött a bíróság.
Az első világháborúban a varos szélén volt egy tábor 15 000 hadifogolynak.

## Turistalátványosságok
- az óváros
- templomok
- a múzeum
- a színház
- a zsilip az Eldében

## Parchim híres szülöttei
- Johannes Posselius (1528–1591), a rostocki egyetem rektora
- Jacob Heinrich Balecke (1731–1778), rostocki polgármester
- Jakob Friedrich Rönnberg (1738–1809), a rostocki egyetem rektora
- Johann Jakob Engel (1741–1802), író és filozófus
- Helmuth Karl Bernhard von Moltke (1800–1891) tábornagy
- Rudolf Tarnow (1867–1933), író
- Heinrich Alexander Stoll (1910–1977), író

## Galéria

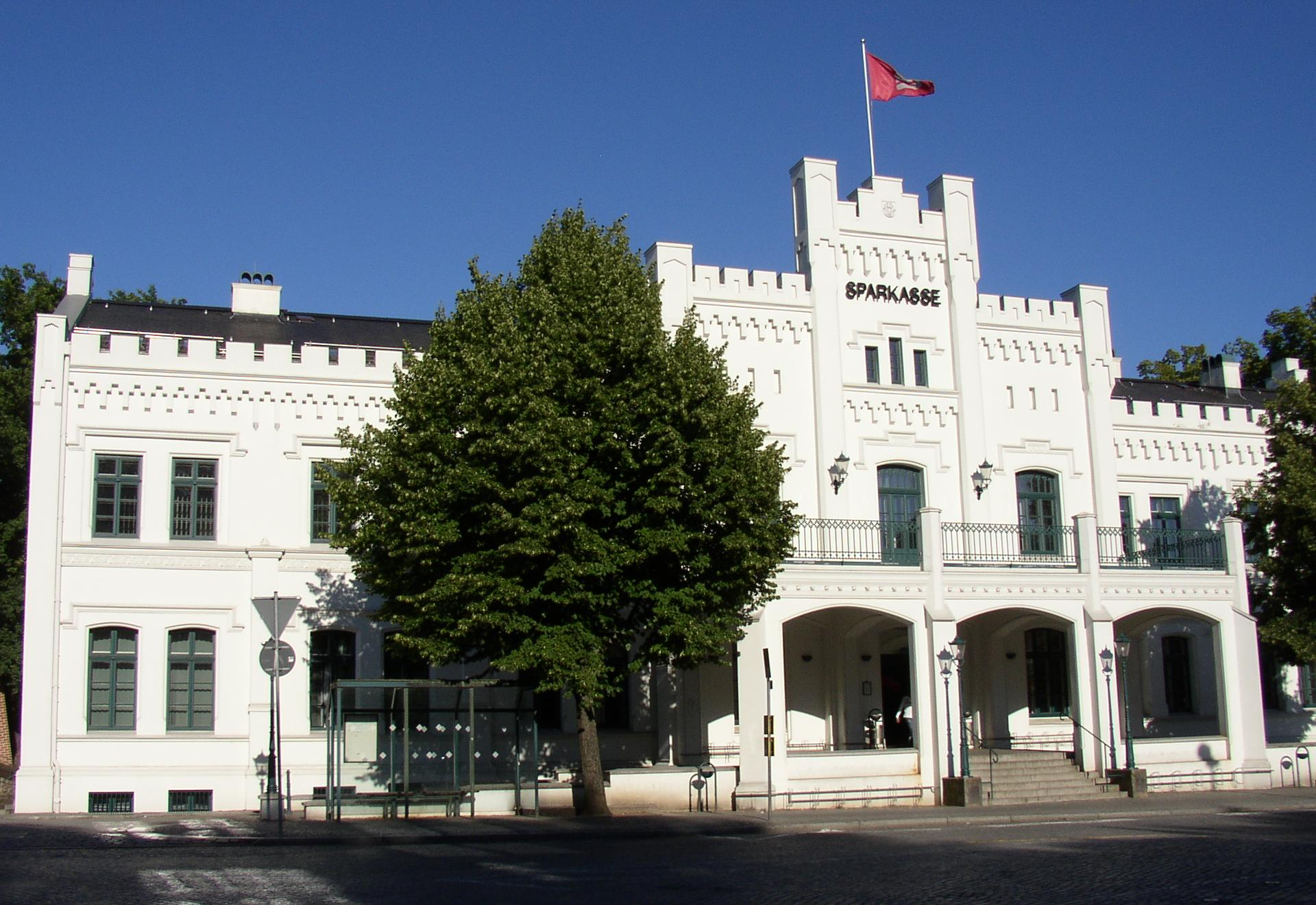
Takarékpénztár
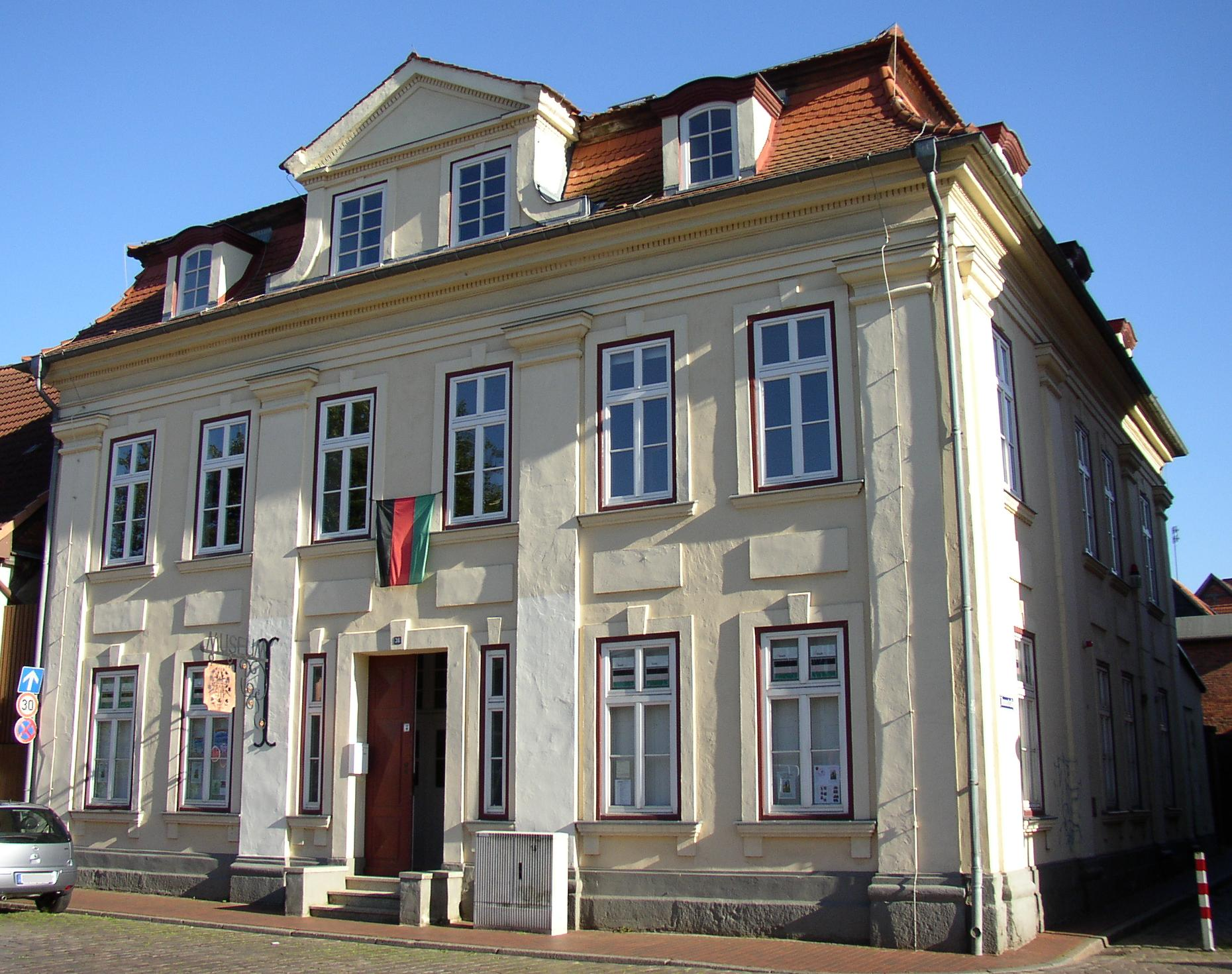
Múzeum
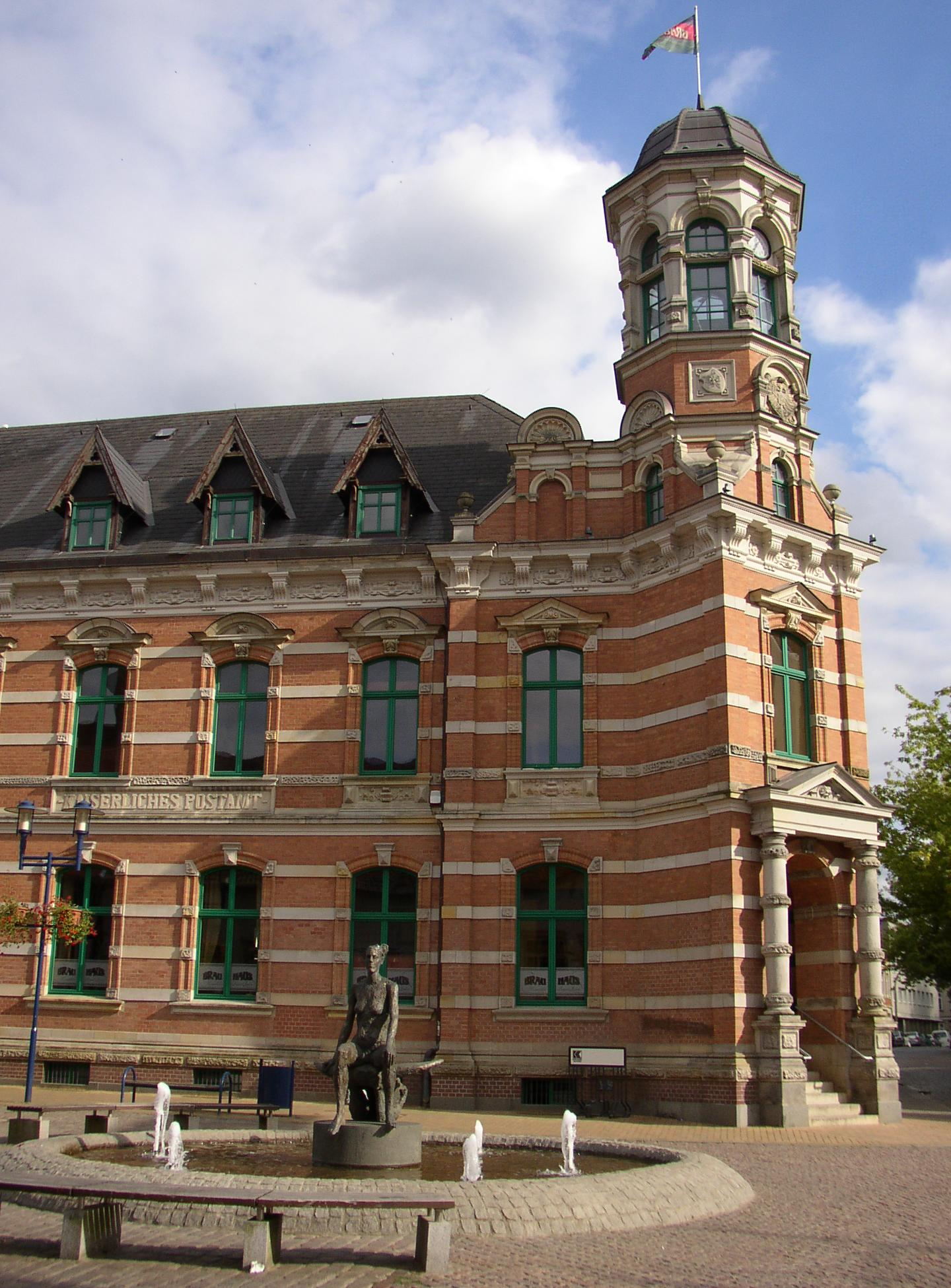
császári postahivatal
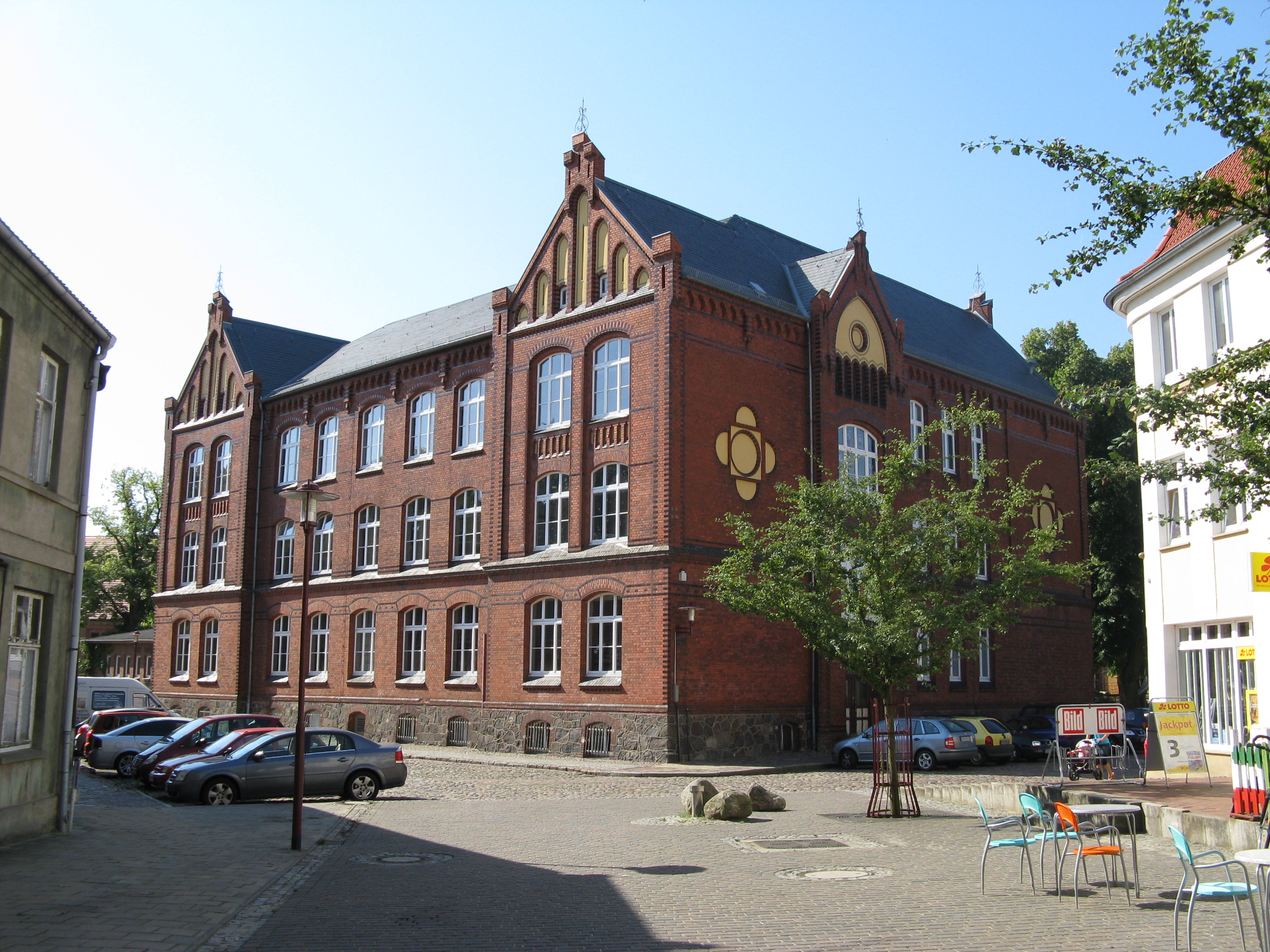
Volksschulhaus (1892), a mai Fritz-Reuter-iskola
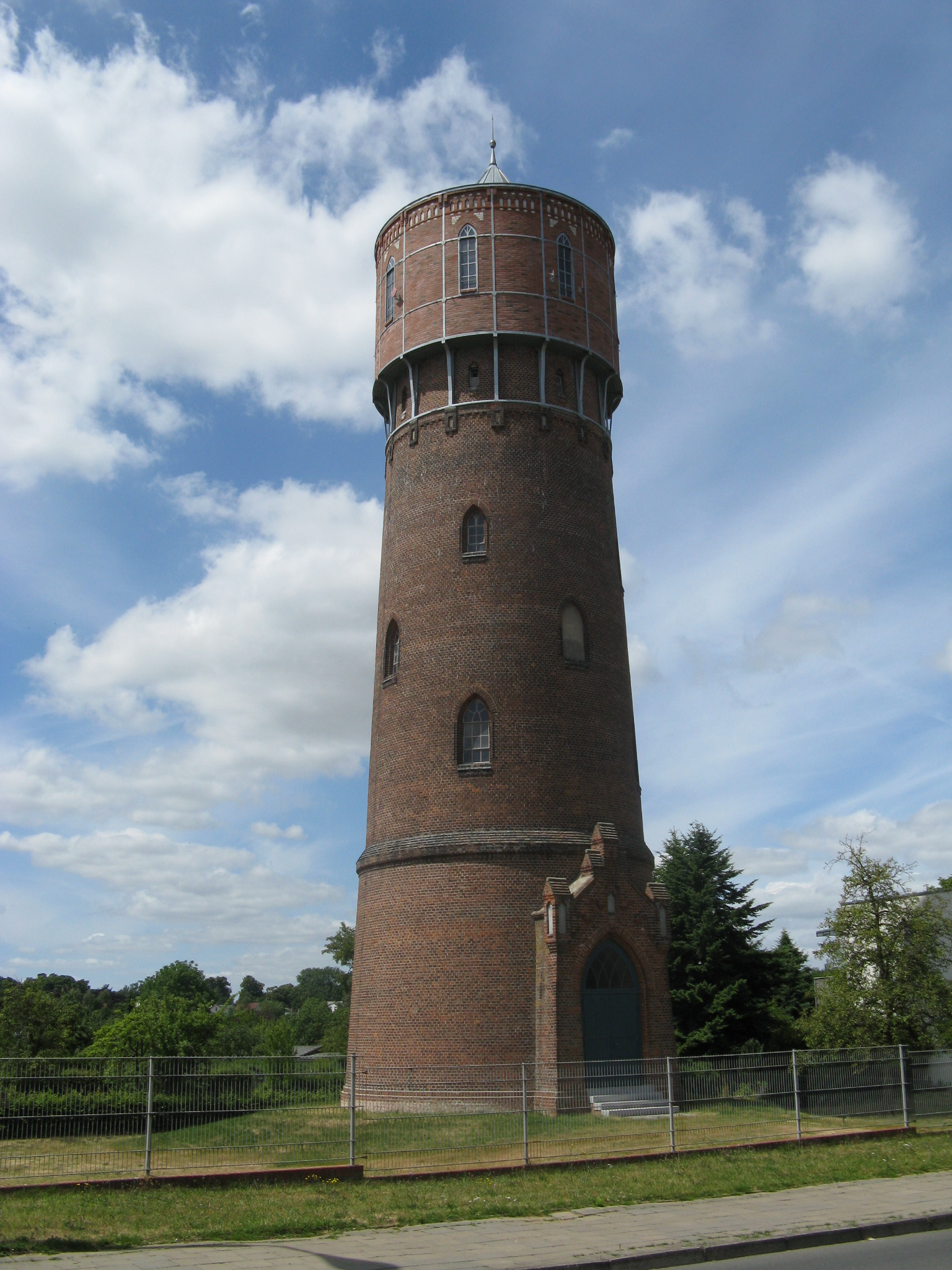
víztorony (1906)
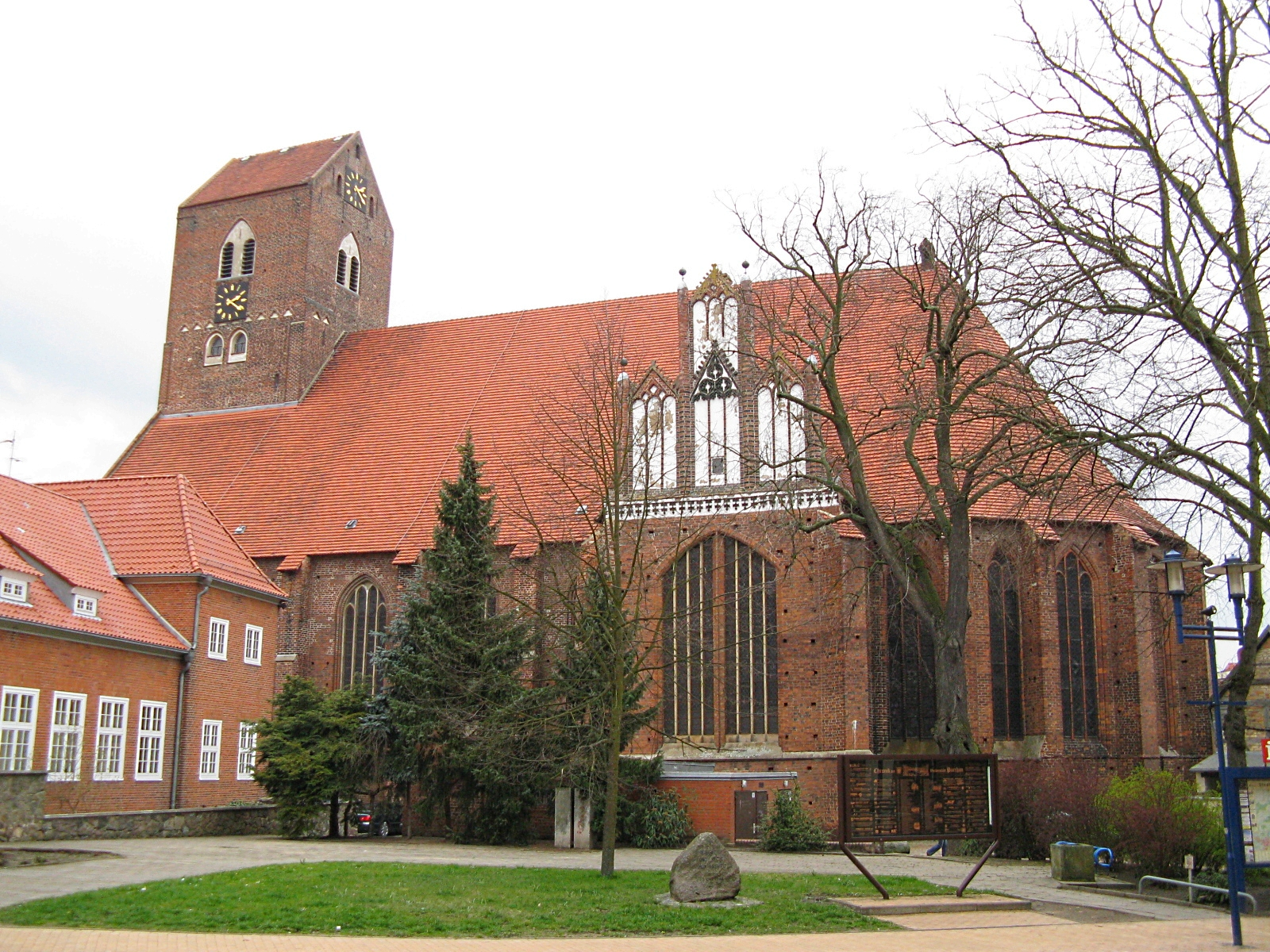
St. György templom
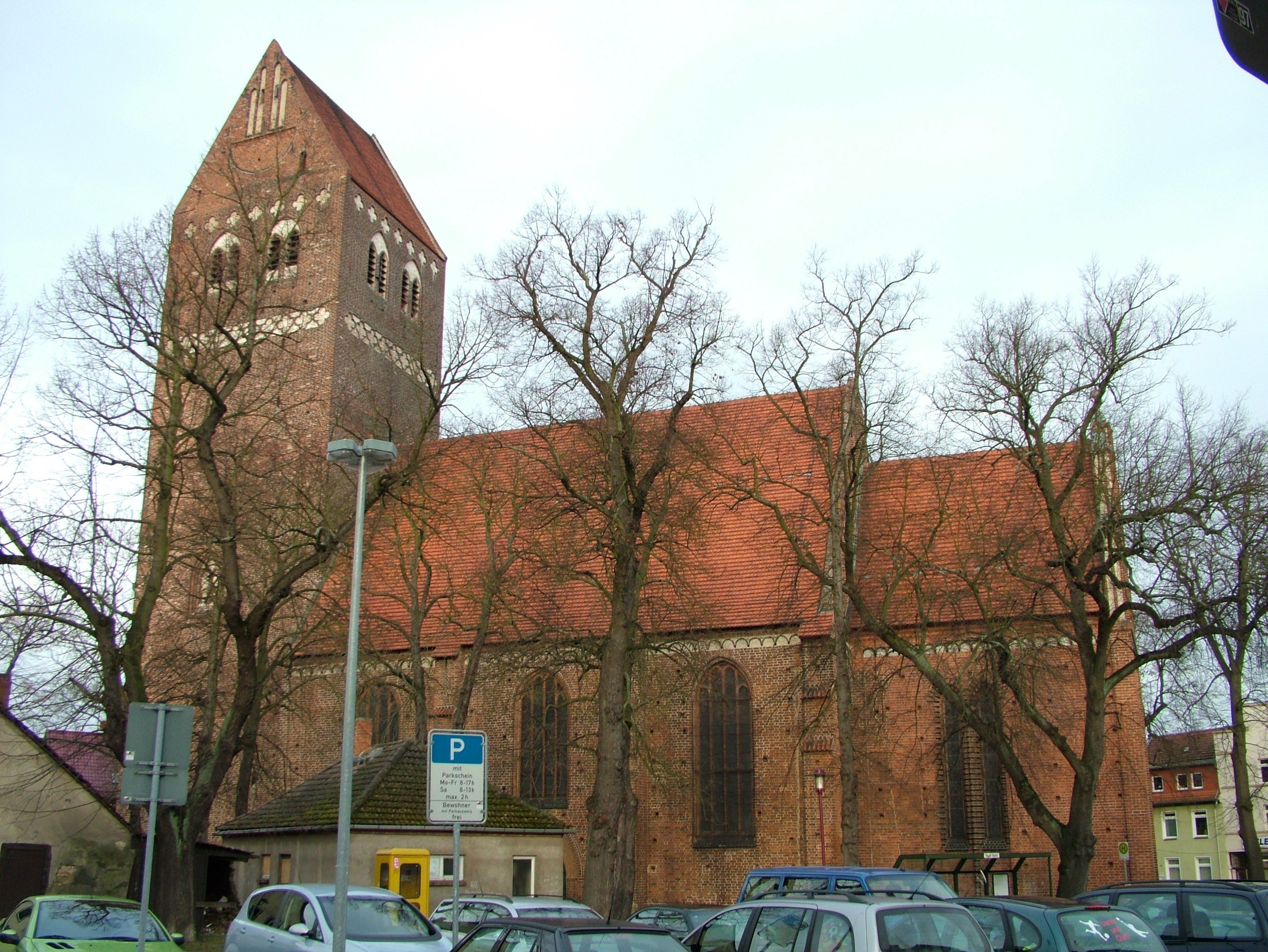
St. Mária templom
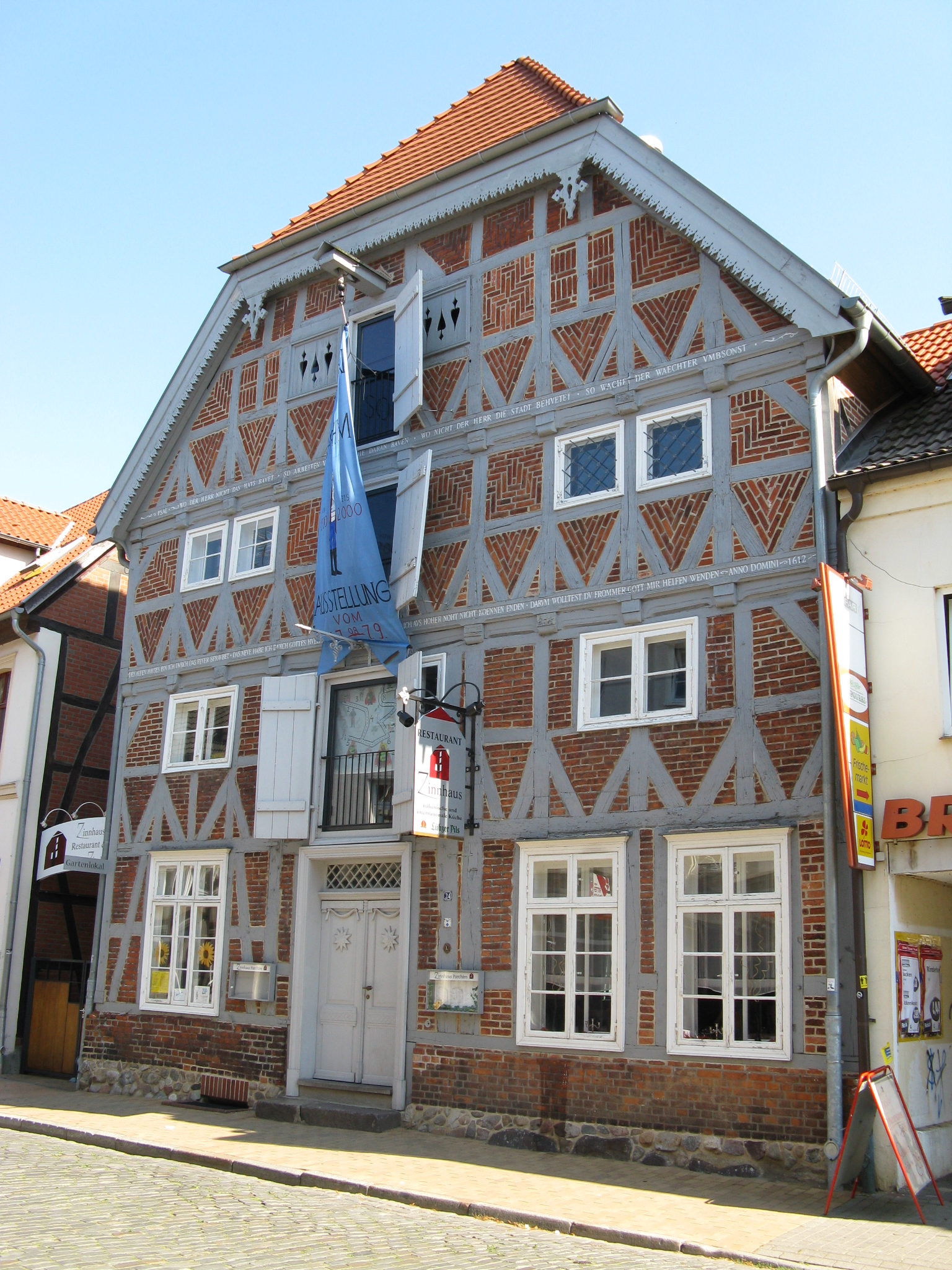
Zinnhaus, Lange Straße 24 alatt
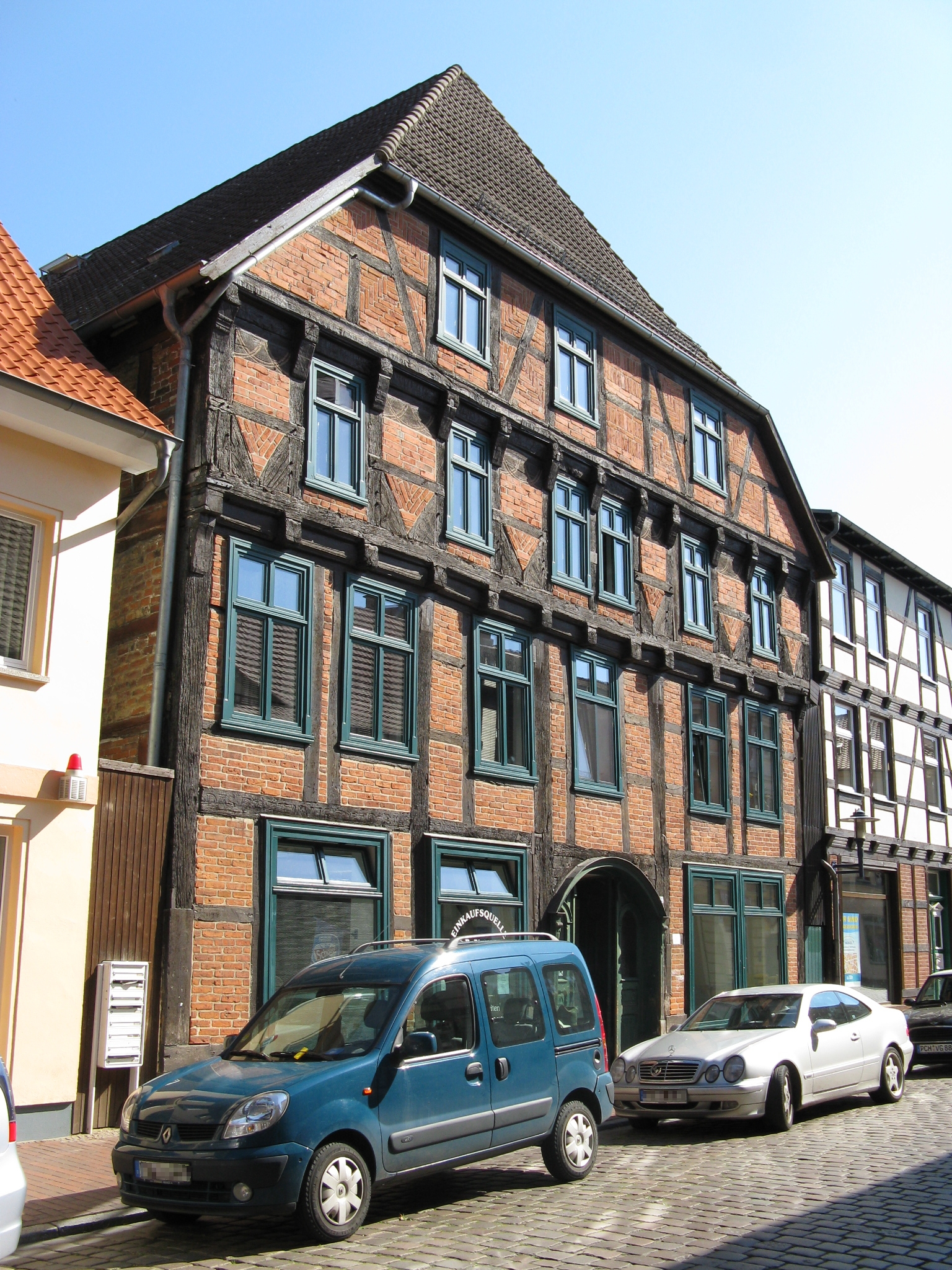
Lindenstraße 3
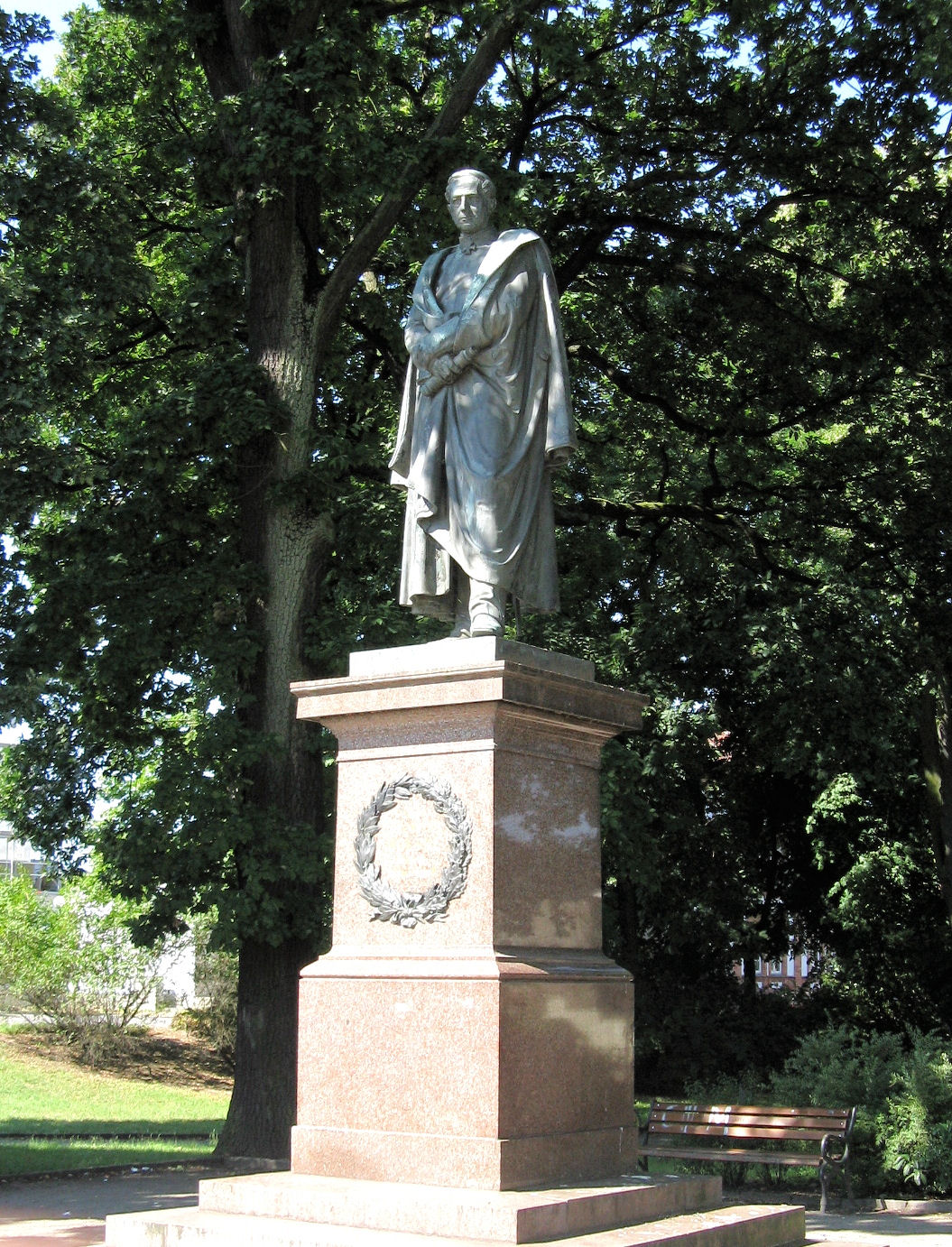
Moltke-emlékmű
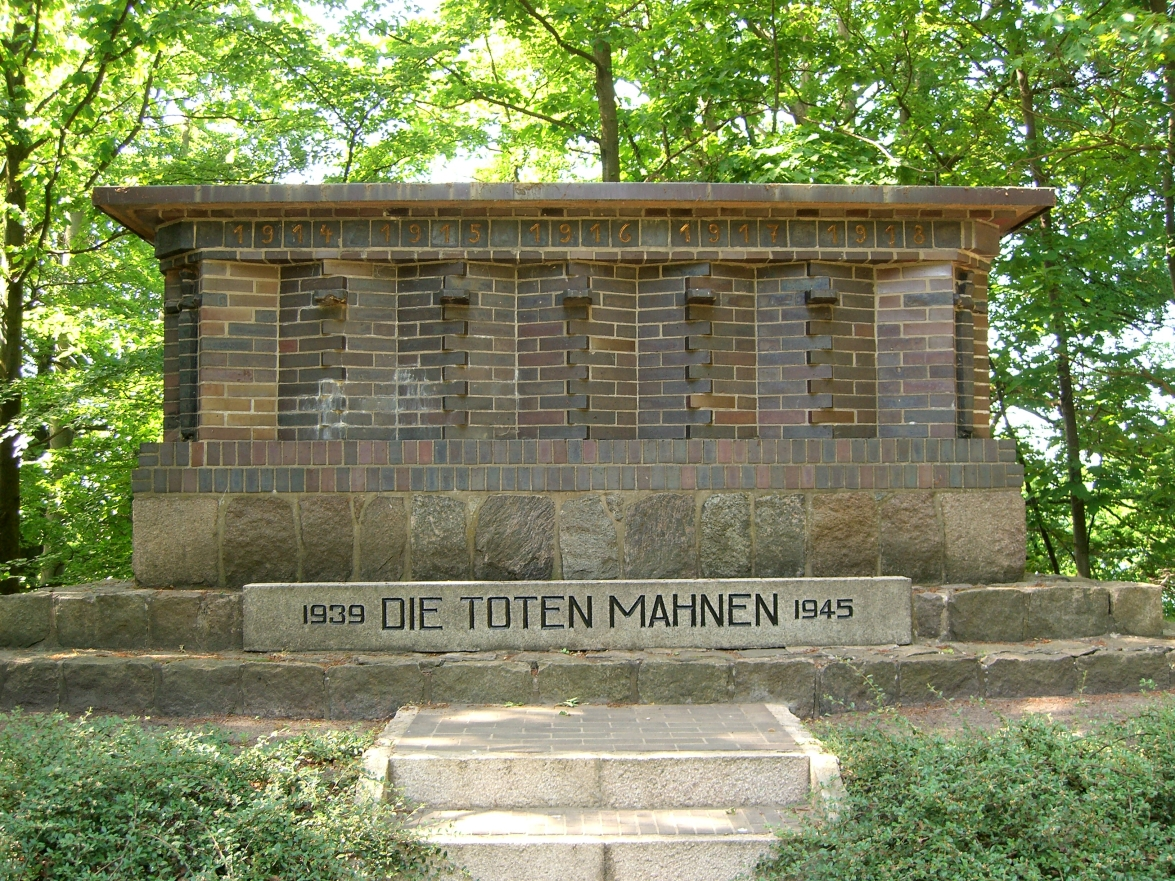
emlékmű 1914/18
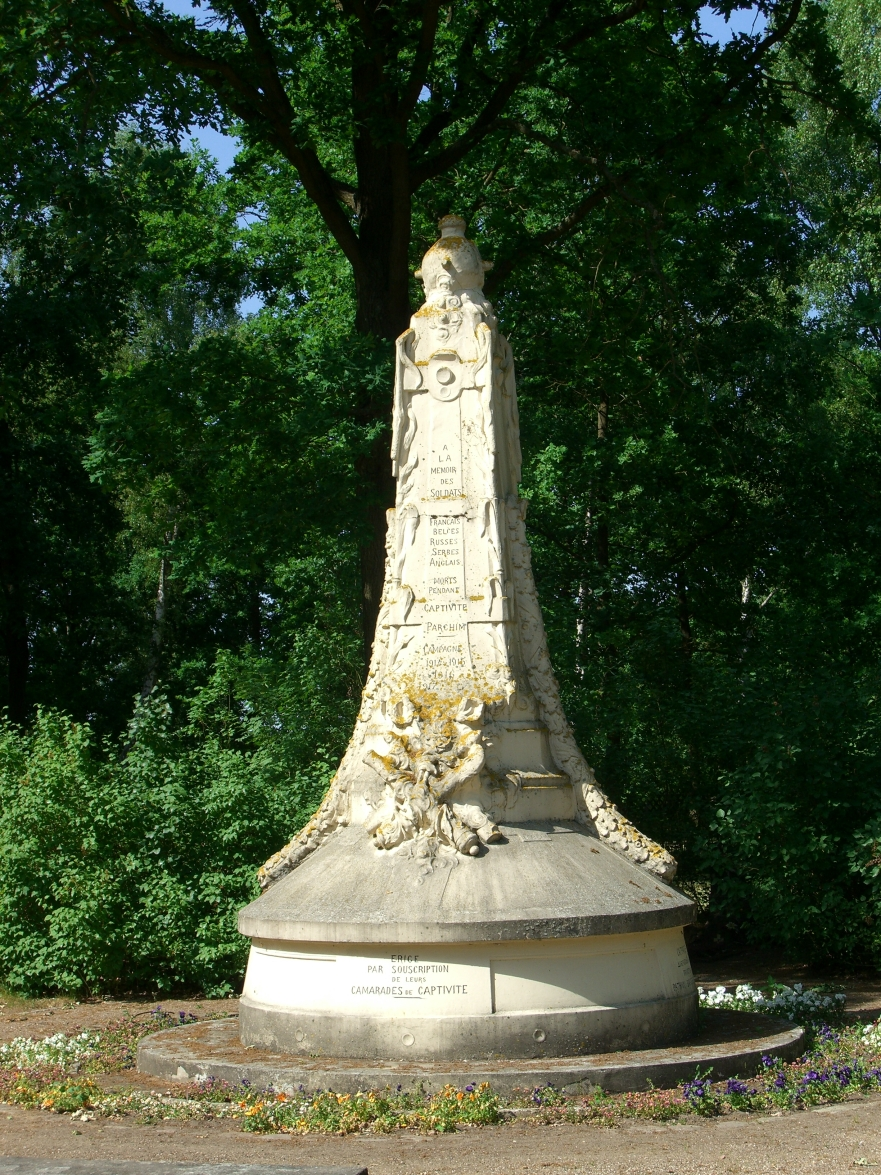
táboremlékmű 1916
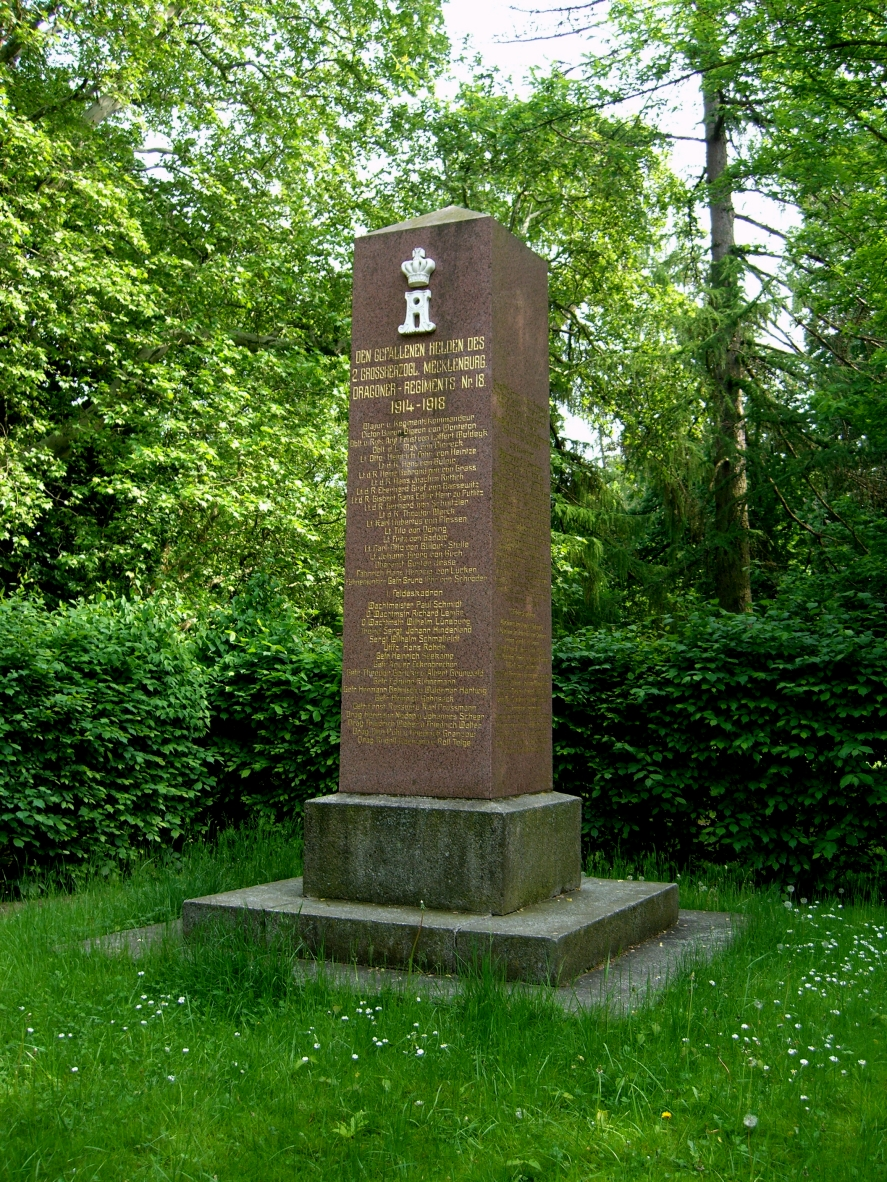
dragonyosemlékmű 1914/18
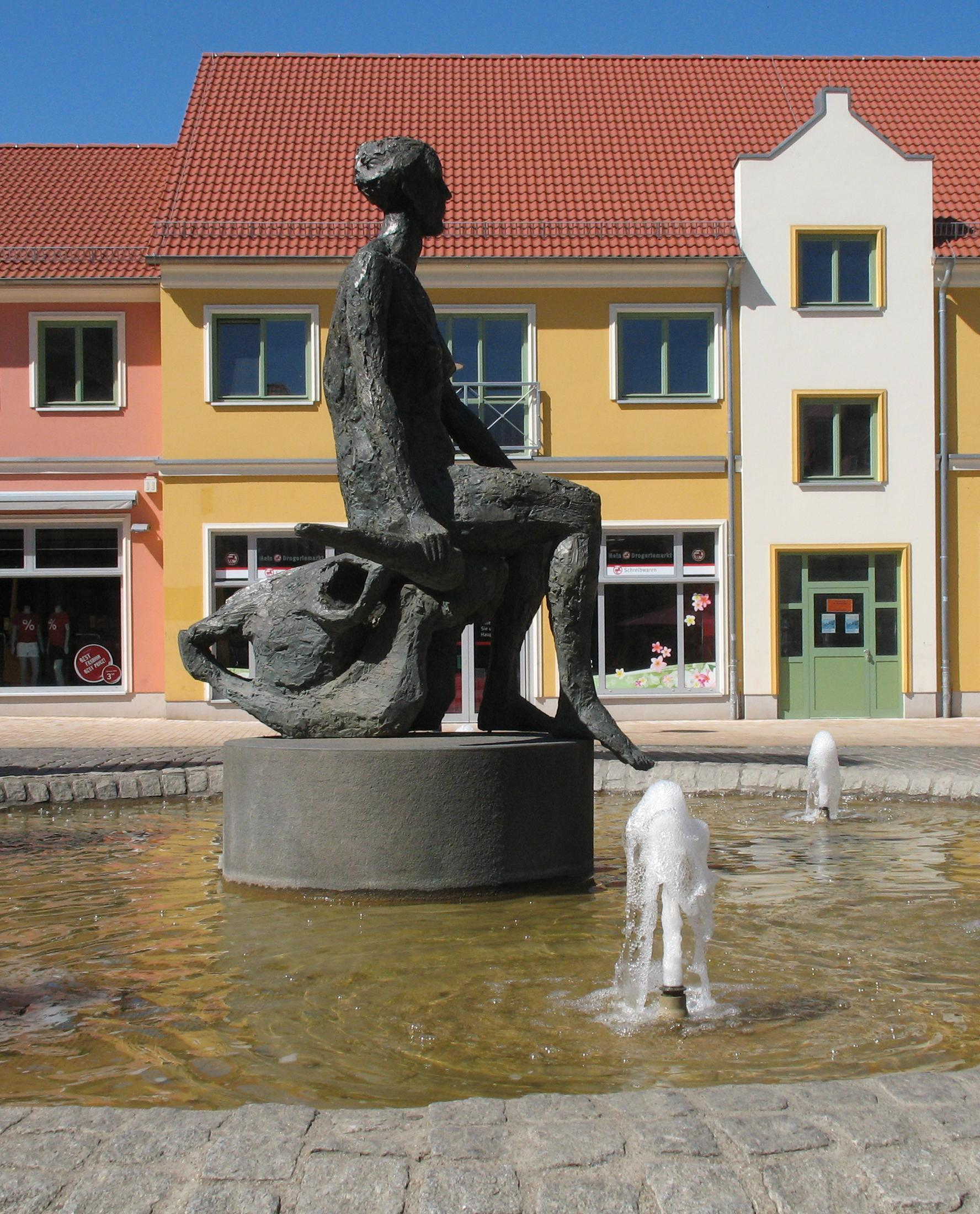
kút „Nő bikafejen” („Weib auf Stierkopf“)

## Fordítás
- Ez a szócikk részben vagy egészben  a   Parchim című német Wikipédia-szócikk fordításán alapul.  Az eredeti cikk szerkesztőit annak laptörténete sorolja fel. Ez a jelzés csupán a megfogalmazás eredetét és a szerzői jogokat jelzi, nem szolgál a cikkben szereplő információk forrásmegjelöléseként.